# Graham (Texas)
Graham is een plaats (city) in de Amerikaanse staat Texas, en valt bestuurlijk gezien onder Young County.

## Demografie
Bij de volkstelling in 2000 werd het aantal inwoners vastgesteld op 8716.
In 2006 is het aantal inwoners door het United States Census Bureau geschat op 8691, een daling van 25 (-0,3%).

## Geografie
Volgens het United States Census Bureau beslaat de plaats een oppervlakte van
14,2 km², geheel bestaande uit land. Graham ligt op ongeveer 356 m boven zeeniveau.

## Plaatsen in de nabije omgeving
De onderstaande figuur toont nabijgelegen plaatsen in een straal van 36 km rond Graham.

## Geboren
- Crandell Addington (1938-2024), ondernemer en pokerspeler